# Zoë von Reuß
Zoë Emilie von Reuß (auch von Reuss geschrieben, geb. Mohring; * 28. Oktober 1832 in Mauderode; † 13. November 1924 in Tilleda (Kyffhäuser)) war eine deutsche Schriftstellerin.

## Leben
Zoë von Reuß war die Tochter des Gutsbesitzers, Amtmanns und Nordhäuser Stadtrats Karl Friedrich Eduard Mohring (1803–1879), der später Mitglied des Preußischen Herrenhauses wurde, und seiner Ehefrau Henriette Melitte Sophie, einer geborenen Siemens. Zoë Mohring wurde am 2. Dezember 1832 in der St. Peter und Paulskirche Mauderode getauft. Ihre Kindheit und Jugend verbrachte sie auf dem väterlichen Gut sowie oft auch bei Verwandten in Stolberg und Breitungen im Harz.
Am 9. November 1851 heiratete Zoë Mohring in der Nikolaikirche den Nordhäuser Kreisrichter Wilhelm Heinrich von Reuß (* 11. Januar 1813; † 7. März 1881), Sohn des preußischen Rittmeisters August Wilhelm von Reuß (geb. Behm, 1780–1813). August Wilhelm von Reuß war ein Adoptivsohn des August Heinrich von Reuß, aus einer Familie von Reuß (auch Reußmann von Reuß) stammend, die nicht nachweisbar mit dem hochadeligen Haus Reuß verwandt ist, wenngleich dies von erstgenannter Familie wiederholt angeführt wurde. 1799 wurde der preußische Adelsstand für diese Familie (sowie für die beiden Adoptivsöhne des August Heinrich) durch Friedrich Wilhelm III. bestätigt.
Aus ihrer Ehe mit Wilhelm Heinrich von Reuß gingen vier Söhne hervor, darunter Günther Hans Louis Adalbert Heinrich (1852–1909), preußischer Major, sowie Georg Heinrich (1859–?), Gemeindevorsteher und Schiedsmann von Tilleda. Die beiden anderen Söhne verstarben bereits im Kindesalter.
Seit 1894 war Zoë von Reuß in Liegnitz wohnhaft und von 1909 bis zu ihrem Tod in Tilleda.
Zu ihren Lebzeiten eine populäre und produktive Schriftstellerin, wurden ihre Werke nach den 1920er Jahren nicht mehr neu aufgelegt, sodass sie in Vergessenheit geriet. In ihrem vielfältigen Werk behandelte sie auch des Öfteren „heimatliche Stoffe“, darunter beispielsweise Martin Luther oder Friedrich Barbarossa. Zoë von Reuß schrieb Prosa für verschiedene Zeitungen, sie galt als „beliebte Mitarbeiterin“ der Zeitschriften Gartenlaube, Daheim sowie Über Land und Meer. 1900 wurde ein von ihr verfasstes Buch über Umgangsformen (Die Frau der Gegenwart im Umgang und Verkehr) mit dem Zusatz „weiblicher Knigge“ veröffentlicht. Das im Knigge vermittelte Frauenbild empfand von Reuß als überholt und sah „die dortige Nichtbehandlung von Frauen [...] als ergänzungsbedürftig“ an, weswegen sie sich entschloss ein derartiges Werk speziell für Frauen zu verfassen.

## Werke (Auswahl)
- Eine Woge der Sündfluth. A. Rohde, Lörrach 1874.
- Deutsche Novellen. Zwei Bände. Diedrich Soltau, Norden 1877/1882.
- Zurückgeblieben in Feindesland. Alphons Dürr, Leipzig 1878.
- Das Codicill. Julius Engelmann, Berlin 1885.
- Das Grab des Heimatlosen. Niklaus Dürrenmatt, Thun 1889. (Digitalisat)
- Grobbrot und Feinbrot. Wilhelm Möller, Oranienburg 1890.
- Kyffhausen. Ein Epos. 1892.
- Der kleine Töffel. Vaterländische Erzählung. Hermann Costenoble, Jena 1893.
- Deutsche Männer: Erzählung aus schwerer Zeit. Verlag des christlichen Zeitschriftenwesens, Berlin 1896.
- Doktors Bescherung und andere Novellen. Philipp Reclam jun., Leipzig 1900.
- Die Frau der Gegenwart im Umgang und Verkehr. Wilhelm Möller, Oranienburg 1900.
- Der Frühling wird uns Leben bringen. A. Eichler. Dresden, 1914. (Digitalisat)
- Der Feind im Land: Vaterländischer Roman. Otto Wessel, Lübeck 1914.
- Die Engelglocke. Eine Weihnachtsgeschichte. Schriftenvertriebsanstalt, Berlin 1921. (Digitalisat)
- Ingocnito: Lustspiel. Theodor Entsch, Berlin.